# 2027年亞足聯亞洲盃
2027年亞足聯亞洲盃為第19屆的亞足聯亞洲盃，由亚洲足球联合会主办的四年一度亚洲国际男子足球锦标赛。将于2027年1月至2月举行。本届赛事决赛周参赛队伍会有24队，卡塔尔为卫冕冠军。

## 主辦權
亞足聯證實，以下成員國在截止日期前表示有興趣主辦2027年亞足聯亞洲盃。2023年2月1日，在巴林举办的第33届亚足联代表大会正式确定沙特阿拉伯为2027年亚洲杯举办国。
- 印度 –2019年6月5日，全印足球協會主席普拉富·帕特爾（英语：Praful Patel）表達印度有興趣參加2027年亞足聯亞洲盃的申辦[3]。全國聯合會高級官員證實，印度已於2020年4月5日提交了申辦2027年亞足聯亞洲盃的申辦文件[4][5][6]。如果中選，將是亞足聯亞洲盃首度在印度舉辦。2022年12月5日，全印足球协会宣布退出申办[7]。
- 伊朗 – 2020年4月29日，伊朗宣布有興趣主辦本項賽事，伊朗分別於1968年和1976年主辦了本賽事。如果中選，將是伊朗第三次主辦[8]。2022年10月13日，伊朗宣布退出申办[9]。

- 卡塔尔 – 2020年4月28日，卡塔尔宣布有兴趣主办本项赛事。卡塔尔曾于1988年和2011年主办了本赛事。如果中选，将是卡塔尔第三次主办[10]。然而，在2023年申办成功后，因不能连续主办，卡塔尔宣布退出2027年的申办[9]。

- 沙特 – 2020年2月6日，沙特阿拉伯宣布有兴趣主办本项赛事。如果中选，将是亚足联亚洲杯首度在沙特阿拉伯举办[11]。隨著卡塔爾、印度和伊朗相繼退選，沙特阿拉伯於2022年12月起成為唯一的申辦國，2023年2月1日，在巴林举办的第33届亚足联代表大会正式确定沙特阿拉伯为2027年亚洲杯举办国[12]。

## 比賽場館
| 利雅德                         | 利雅德                    | 利雅德                         |
| ------------------------------ | ------------------------- | ------------------------------ |
| 法赫德國王國際體育場           | 沙特国王大学体育场        | 费萨尔·本·法赫德王子体育场     |
| 容納人數：70,200 （擴建）      | 容納人數：27,220          | 容納人數：46,865 （擴建）      |
|                                |                           |                                |
| 吉达                           | 寇巴尔达曼吉达利雅德      | 寇巴尔达曼吉达利雅德           |
| 阿卜杜拉国王体育城             | 寇巴尔达曼吉达利雅德      | 寇巴尔达曼吉达利雅德           |
| 容納人數：65,000               | 寇巴尔达曼吉达利雅德      | 寇巴尔达曼吉达利雅德           |
|                                | 寇巴尔达曼吉达利雅德      | 寇巴尔达曼吉达利雅德           |
| 吉达                           | 寇巴尔达曼吉达利雅德      | 寇巴尔达曼吉达利雅德           |
| 阿卜杜拉·阿尔·费萨尔王子体育场 | 寇巴尔达曼吉达利雅德      | 寇巴尔达曼吉达利雅德           |
| 容納人數：27,000 （擴建）      | 寇巴尔达曼吉达利雅德      | 寇巴尔达曼吉达利雅德           |
|                                | 寇巴尔达曼吉达利雅德      | 寇巴尔达曼吉达利雅德           |
| 达曼                           | 寇巴尔                    | 寇巴尔                         |
| 穆罕默德·本·法赫德王子体育场   | 沙特阿美体育场            | 沙特·本·贾拉维王子体育城体育场 |
| 容納人數：22,042 (扩建)        | 容納人數：46,096 （新建） | 容納人數：22,440 (扩建)        |
|                                |                           |                                |

## 外圍賽
前两轮资格赛将作为2026年世界杯亚洲区预选赛的一部分。作为东道主自动获得亚洲杯参赛资格的沙特阿拉伯也会参加预选赛，以争取 2026年世界杯参赛资格。
北马里亚纳群岛足球协会于2020年12月9日在亚足联第30届代表大会上成为亚足联第47个正式成员。该协会仅有资格参加亚洲杯资格赛，但最终未參賽。

### 晉級球隊

参赛队伍
资格赛流程尚未确定的球队
球队未能晋级
不是亚足联成员

| 球隊         | 晉級途徑       | 晉級日期      | 決賽周次數 | 第一次参赛 | 上一次參賽 | 歷年最佳成績                  |
| ------------ | -------------- | ------------- | ---------- | ---------- | ---------- | ----------------------------- |
| 沙烏地阿拉伯 | 主辦國         | 2023年2月1日  | 第12次     | 1984年     | 2023年     | 冠軍 (1984, 1988, 1996)       |
|              | 第二圈A组 首名 | 2024年3月26日 | 第12次     | 1980年     | 2023年     | 冠軍 (2019,2023)              |
| 伊朗         | 第二圈E组 首名 | 2024年3月26日 | 第16次     | 1968年     | 2023年     | 冠軍 (1968, 1972, 1976)       |
|              | 第二圈E组 次名 | 2024年3月26日 | 第9次      | 1996年     | 2023年     | 殿軍 (2011)                   |
| 伊拉克       | 第二圈F组 首名 | 2024年3月26日 | 第11次     | 1972年     | 2023年     | 冠軍 (2007)                   |
| 阿联酋       | 第二圈H组 首名 | 2024年3月26日 | 第12次     | 1980年     | 2023年     | 亞軍 (1996)                   |
|              | 第二圈I组 首名 | 2024年3月26日 | 第6次      | 2007年     | 2023年     | 冠軍 (2015)                   |
| 日本         | 第二圈B组 首名 | 2024年3月30日 | 第11次     | 1988年     | 2023年     | 冠軍 (1992, 2000, 2004, 2011) |
|              | 第二圈C组 首名 | 2024年6月6日  | 第16次     | 1956年     | 2023年     | 冠軍 (1956, 1960)             |
| 阿曼         | 第二圈D组 首名 | 2024年6月6日  | 第6次      | 2004年     | 2023年     | 十六強 (2019)                 |
| 约旦         | 第二圈G组 首名 | 2024年6月6日  | 第6次      | 2004年     | 2023年     | 亞軍 (2023)                   |
| 巴林         | 第二圈H组 次名 | 2024年6月6日  | 第8次      | 1988年     | 2023年     | 殿軍 (2004)                   |
| 巴勒斯坦     | 第二圈I组 次名 | 2024年6月6日  | 第4次      | 2015年     | 2023年     | 十六強 (2023)                 |
| 中國         | 第二圈C组 次名 | 2024年6月11日 | 第14次     | 1976年     | 2023年     | 亞軍 (1984, 2004)             |
| 印度尼西亞   | 第二圈F组 次名 | 2024年6月11日 | 第6次      | 1996年     | 2023年     | 十六強 (2023)                 |
|              | 第二圈B组 次名 | 2024年6月11日 | 第6次      | 1980年     | 2019年     | 殿軍 (1980)                   |
| 科威特       | 第二圈A组 次名 | 2024年6月11日 | 第11次     | 1972年     | 2015年     | 冠軍 (1980)                   |
|              | 第二圈D组 次名 | 2024年6月11日 | 第3次      | 2019年     | 2023年     | 十六強 (2019)                 |
|              | 第三圈A组 首名 |               |            |            |            |                               |
|              | 第三圈B组 首名 |               |            |            |            |                               |
|              | 第三圈C组 首名 |               |            |            |            |                               |
|              | 第三圈D组 首名 |               |            |            |            |                               |
|              | 第三圈E组 首名 |               |            |            |            |                               |
|              | 第三圈F组 首名 |               |            |            |            |                               |

## 外部連結
- AFC Asian Cup（页面存档备份，存于）, the-AFC.com